# Carl K. Seyfert
Carl Keenan Seyfert (11 de fevereiro de 1911, Cleveland, Ohio - 13 de Junho de 1960, Nashville, Tennessee) foi um astrónomo estado-unidense.
Sua maior contribuição foi em 1943 quando escreveu seu artigo sobre high-excitation line emission do centro de algumas galáxias espirais, a que nomeou Galáxias Seyfert.
Morreu em um acidente automobilístico com 49 anos de idade.

## Leituras adicionais
- Seyfert, Carl K., 1943. "Nuclear Emission in Spiral Nebulae". Astrophysical Journal, 97, 28-40 (01/1943)

## Links
- «Short biography»
- «Brief biography at Vanderbilt University»
- «Seyfert Galaxies»